# ピットラトリン
ピットラトリン（英: Pit latrine）は、落とし込み式の簡易型の便所。アフリカなどの発展途上国で普及している方式である。なお、日本でいう汲み取り式便所とは異なり、ピット（槽）が満杯になったら閉鎖し、別のピットを使用する形式（地下浸透式便槽トイレ）である。

## 概要
世界的にみると近代的な衛生設備が導入されていない地域では、トイレがなかったり、地上に便器のみが設置されたハンギングラトリン（Hanging latrine）などの形式も残っている。
これらに対してピットラトリンは地下に穴を設けた簡素な形式で、2007年の日本トイレ協会「途上国のトイレ・環境改善支援事例集第2集」によると発展途上国26か国39事例で最も多い形式がピットラトリンだった。ピットラトリンは地下浸透式の設備で、汲み取り式便所とは異なり、ピット（槽）が満杯になったら閉鎖し、別のピットを使用する形式（地下浸透式）である。構造上も閉鎖されたピットは1～2年土中に放置して疫学的に無害な土壌に戻すことを前提にした設計になっている。
汚水処理技術の分類上はピットラトリンや汲み取り方式は乾式に分類されるが、汲み取り方式が集中式なのに対し、ピットラトリンは分散式に分類される。

## 改良型
従来のピットラトリンに通気口や換気扇、コンクリートシールドなどを設置したVIP（Ventilated Improved Pit）と呼ばれる形式もある。

## 評価
国連ミレニアム開発目標（MDGs）の衛生施設に関するIndicator7.9では、換気付や蓋付など整備されたピットラトリンは「改良」に分類されるが、蓋なしピットラトリンや開放式ピットは「非改良」の衛生施設とされる。